# 与野七福神
与野七福神（よのしちふくじん）は、埼玉県さいたま市中央区の七福神めぐり。

## 構成される寺社
- 上町氷川神社（福禄寿） - さいたま市中央区本町東6-7
- 一山神社（恵比寿） - さいたま市中央区本町東四丁目10-14
- 円乗院（大黒天） - さいたま市中央区本町西一丁目13-10
- 天祖神社（寿老人） - さいたま市中央区本町西一丁目14
- 円福寺（布袋尊） - さいたま市中央区上峰四丁目7-28
- 鈴谷大堂（毘沙門天） - さいたま市中央区鈴谷8-4
- 御嶽社（弁財天） - さいたま市中央区本町西二丁目5

## 与野七福神めぐり
例年正月には七福神めぐりと称しスタンプラリーなどが開催される。また、1月3日には仮装パレードが行われる。